# Timidria
Timidria ist eine Menschenrechtsorganisation in Niger. Sie wurde von Ilguilas Weila gegründet und setzt sich gegen die Sklaverei in Niger ein.

## Arbeitsschwerpunkte und Geschichte
Timidria wurde am 3. Dezember 1991 gegründet. Ihr Name kommt aus der Sprache Tamascheq und bedeutet „Solidarität“. Sklaverei ist in Niger offiziell verboten und die nigrische Regierung streitet die Existenz von Sklaverei ab, doch internationale Menschenrechtsorganisationen wie Anti-Slavery International schätzen die Zahl der Sklaven im Land auf etwa 43.000. (Ilguilas Weila sprach in einer Rede 2004 gar von 870.000.)
Der Sitz befindet sich in der Hauptstadt Niamey, daneben unterhält sie Büros im ganzen Land. Die Organisation hilft entlaufenen Sklaven juristisch und praktisch. Ein Schwerpunkt der Arbeit ist auch die Bekanntmachung des Sklavereiverbots, denn die meisten Sklaven leben in abgelegenen Gegenden, sind Analphabeten und wissen nicht, dass die Sklaverei in Niger abgeschafft ist.
2004 wurden Timidria und Ilguilas Weila mit dem Anti-Slavery Award von Anti-Slavery International ausgezeichnet. Internationale Bekanntheit erlangte 2008 der Fall der ehemaligen Sklavin Hadizatou Mani, die mit Unterstützung von Timidria erfolgreich die Regierung Nigers verklagte, ihre Rechte nicht ausreichend geschützt zu haben.